# Neuwied
Neuwied er en by i Tyskland i delstaten Rheinland-Pfalz med cirka 65.000 indbyggere. Byen ligger ved floden Wied munder ud i Rhinen ved den højre bred af Rhinen, 12 km nordvest for Koblenz, på jernbanelinjen fra Frankfurt am Main til Köln.
Neuwied blev grundlagt af grev Fredrik af Wied i 1653, nær landsbyen Langendorf, som blev ødelagt under trediveårskrigen.
Neuwied er administrationsby i Landkreis Neuwied.